# Parc Monica Zetterlund
Parc Monica Zetterlund (en suédois : Monica Zetterlunds park) est un parc public situé dans le quartier de Vasastaden à Stockholm en Suède. 

## Description
Le parc de Monica Zetterlund est situé à l'intersection de Roslagsgatan et Surbrunnsgatan. C'est une oasis de verdure dans une zone à fort développement résidentiel. Le parc est connu pour son banc de parc unique qui diffuse des chansons interprétées par Monica Zetterlund.
Le parc dispose d'une grande pelouse et de plantations vivaces luxuriantes entourées d'allées étroites. Malgré sa taille limitée, le parc abrite une riche variété de plantes. 
Le parc constitue un lieu populaire pour un moment de détente.
Le parc dispose d'un bac à sable et d'une sculpture ludique pour les plus jeunes.
À côté du parc se trouvent une maison de retraite, une école maternelle et deux restaurants.
Fredrik Wretman a également conçu le luminaire du parc dans lequel le visage de Monica Zetterlund est visible de profil.

## Histoire
Le parc a été construit dans les années 1980.
Le parc s'appelait autrefois Clas på Hörnet, d'après le nom de l'auberge historique située à côté. Le parc a été créé au début des années 1980 lors de la rénovation de l'auberge. Avant cela, le site était aménagé avec des locaux pour diverses activités.
Ce n'est qu'en 2006 que le parc a reçu son nom actuel en l'honneur de Monica Zetterlund, qui vivait à proximité au moment de sa mort.
En 2011, une rénovation complète du parc a été réalisée, y compris l'ajout du banc du parc de jeux.

## Galerie

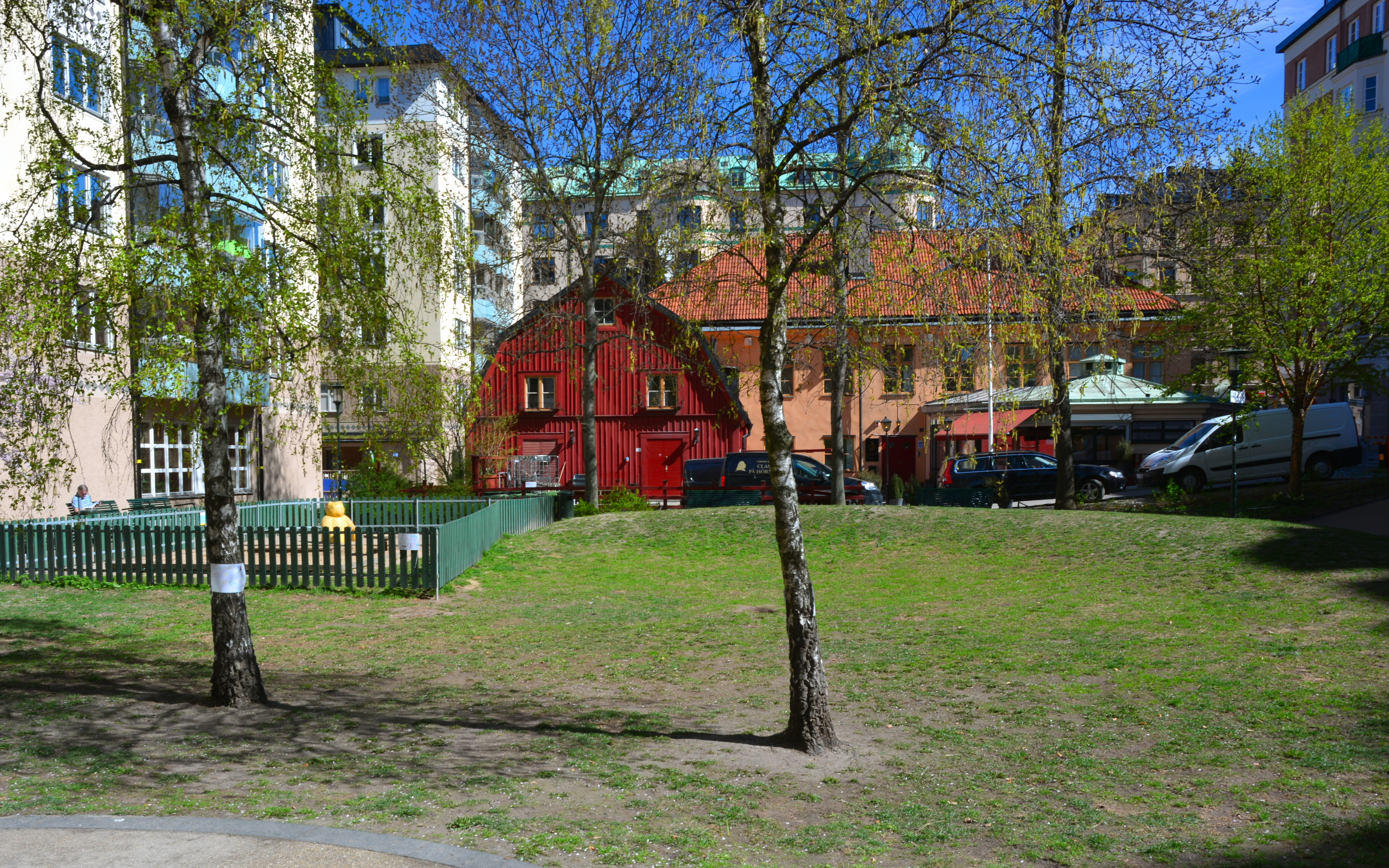
Le parc vu du nord-est, au fond Clas på Hörnet.
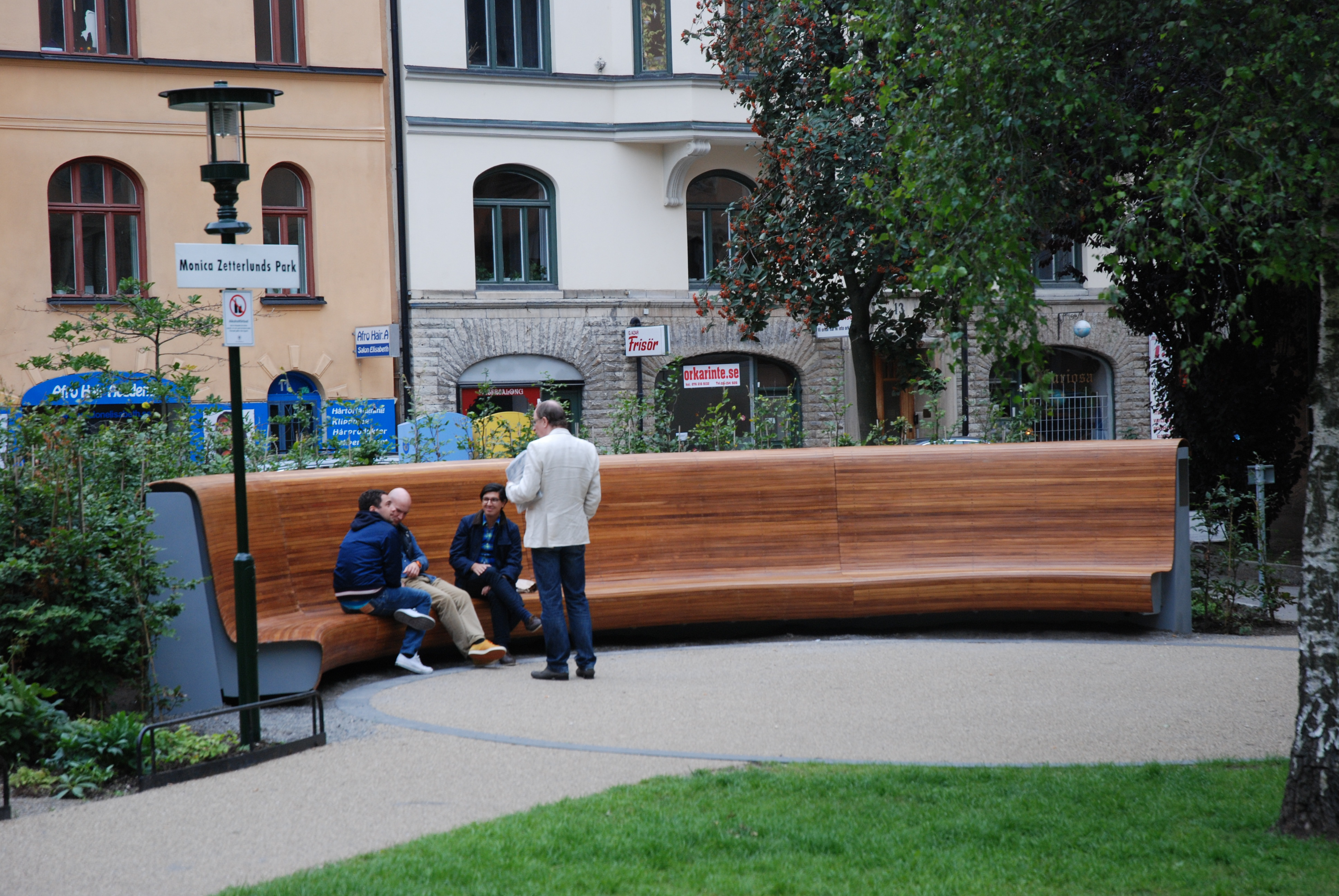
Le banc de Fredrik Wretman.
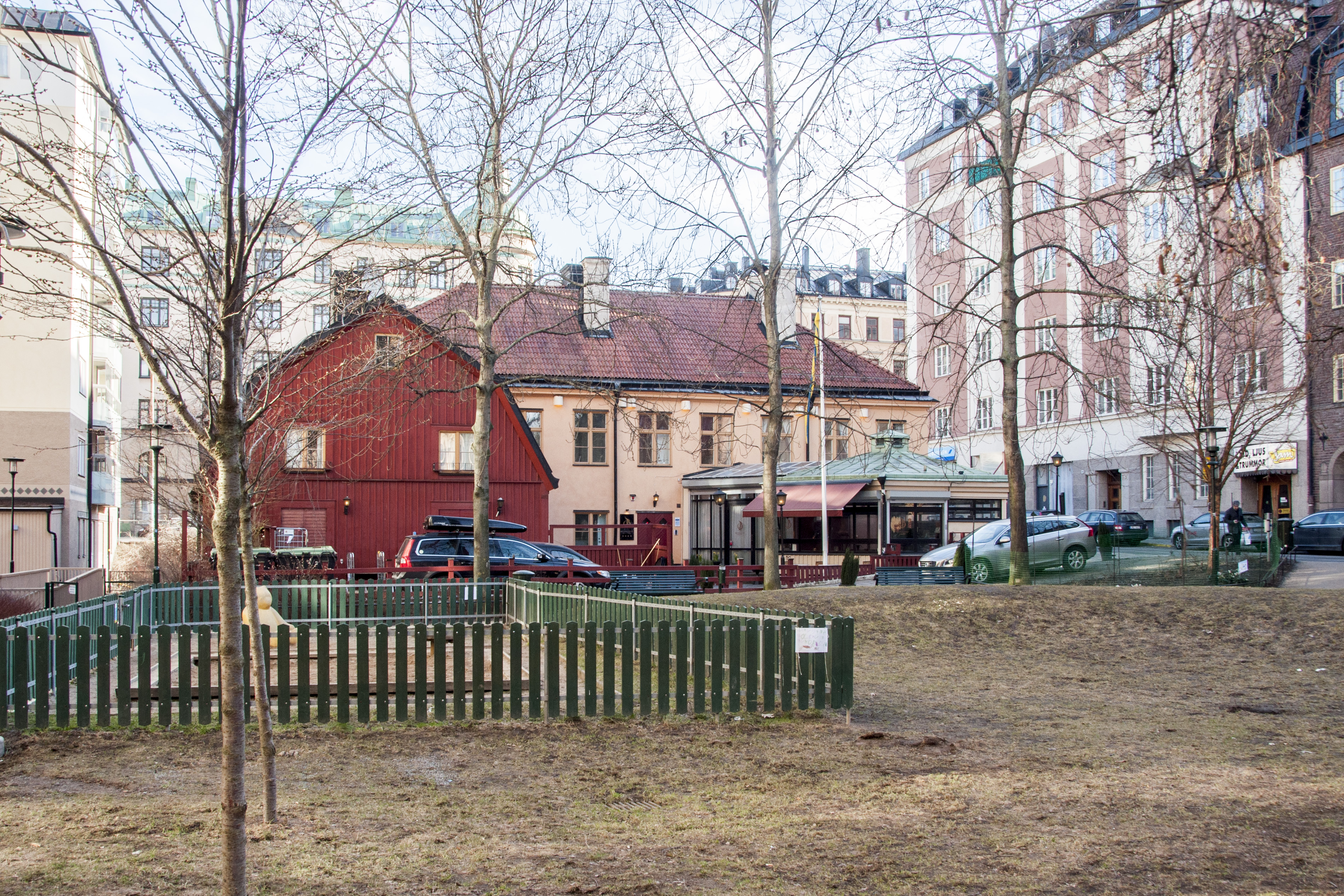